# Piccolissimo
Piccolissimo là một máy bay không người lái micro một động cơ in 3D có kích thước bằng đồng xu được tạo ra bởi các kỹ sư tại Đại học Pennsylvania và được đặt tên theo người sáng tạo Matt Piccoli.

## Máy bay không người lái
Piccolissimo − Ý cho nhỏ nhất và chơi trên tên của người sáng tạo, Matt Piccoli - được cho là robot bay điều khiển được tự cung cấp năng lượng nhỏ nhất thế giới. Nó chỉ có hai bộ phận chuyển động: cánh quạt và thân máy in 3D đều quay ở các tốc độ khác nhau. Nó có trọng lượng 2,5 gram và có giới hạn tải trọng tính theo gam.
Các nhà nghiên cứu hy vọng rằng máy bay không người lái của họ có thể được sử dụng theo nhóm cho các ứng dụng như tìm kiếm và cứu hộ.
Máy bay không người lái có hai phiên bản: một chiếc có kích thước một phần tư, và một phiên bản lớn hơn và nặng hơn có thể lái được.